# Dornröschen

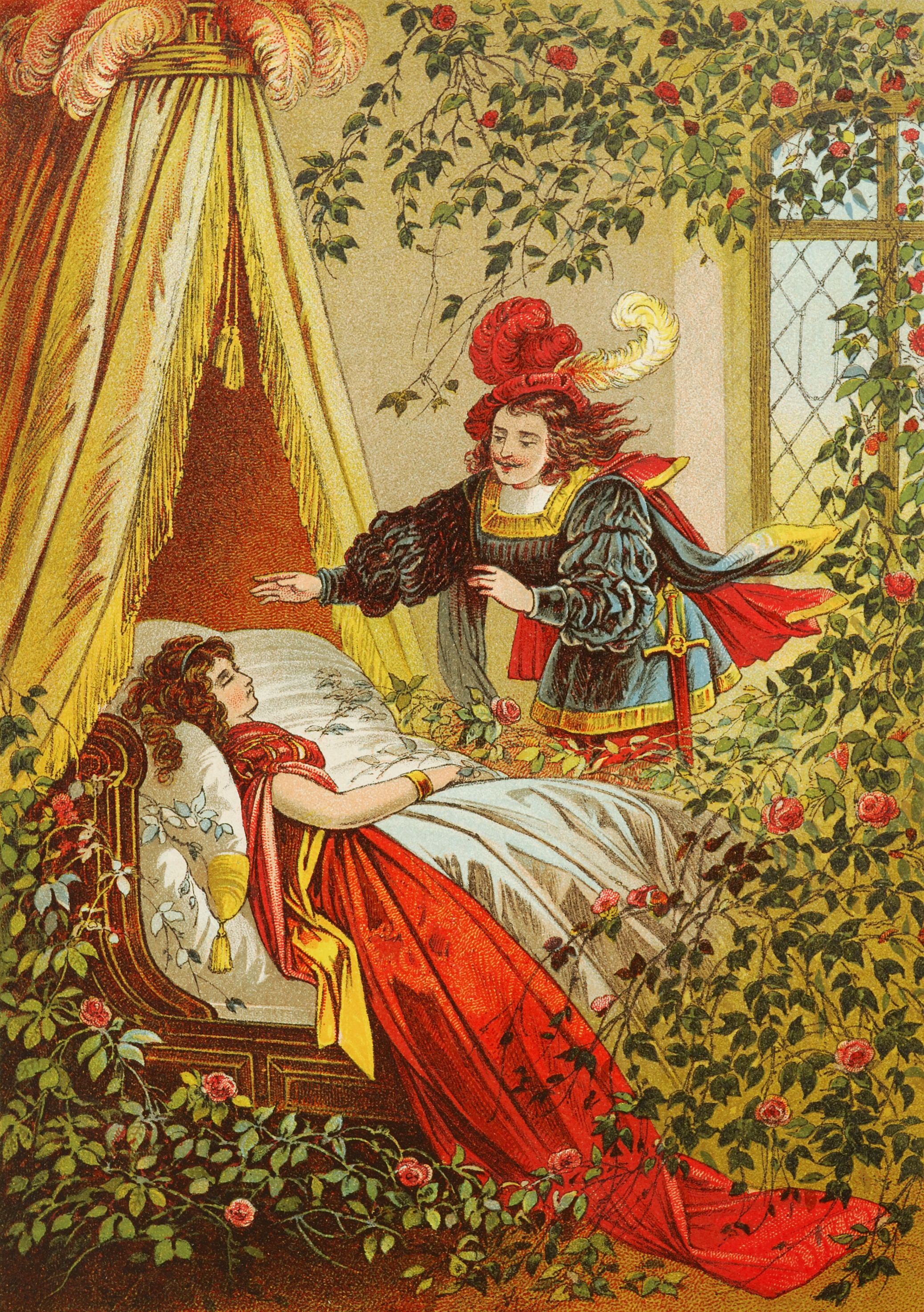
Bild von Carl Offterdinger

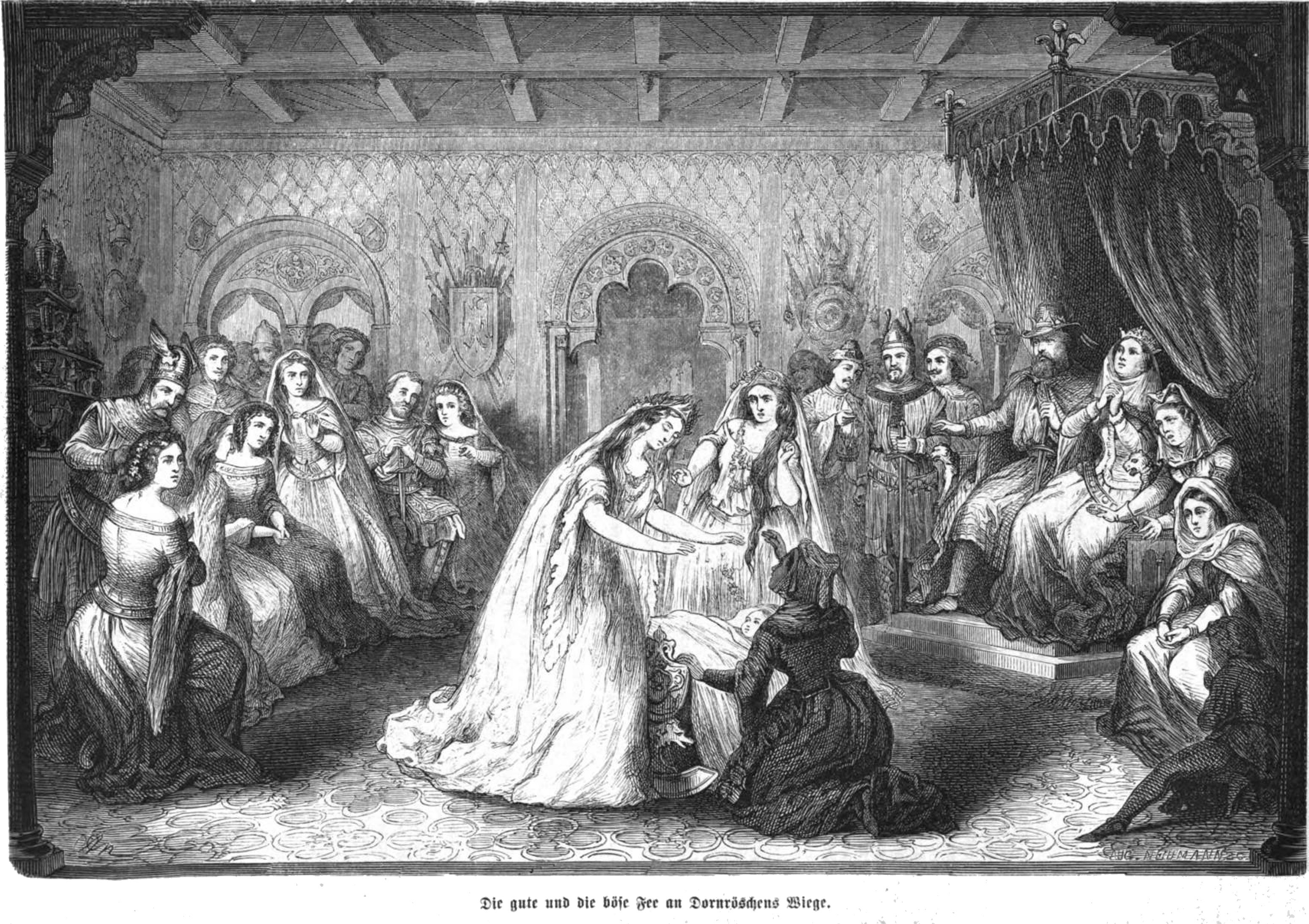
Illustration in Die Gartenlaube, 1865

Dornröschen ist ein Märchen (ATU 410). Es steht in den Kinder- und Hausmärchen der Brüder Grimm ab der 1. Auflage von 1812 an Stelle 50 (KHM 50) und geht durch mündliche Weitergabe über Marie Hassenpflug auf Charles Perraults La belle au bois dormant (‚Die schlafende Schöne im Wald‘) zurück. Bei Perrault erschien es 1697 in Contes de ma Mère l’Oye und vorher 1696. Ludwig Bechstein übernahm das Märchen in sein Deutsches Märchenbuch als Das Dornröschen (1845 Nr. 63, 1853 Nr. 52).

## Inhalt bei Perrault

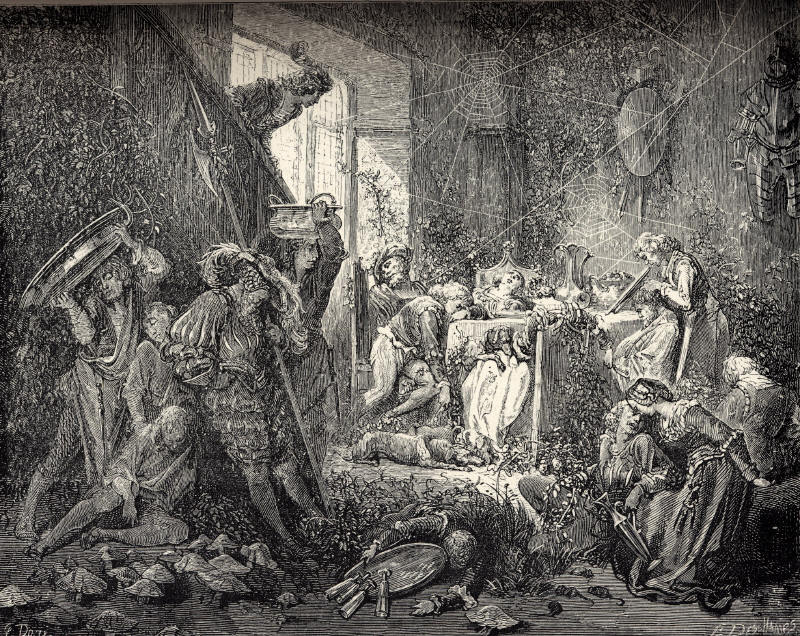
Druck von Gustave Doré zu Perraults La belle au bois dormant, 1867

Ein Königspaar bekommt endlich ein Kind. Zur Taufe sollen sieben Feen der Tochter Gaben wie Schönheit und dergleichen verleihen. Da kommt eine alte, vergessene Fee dazu, beleidigt, weil kein Goldbesteck übrig ist, verflucht sie das Kind, am Stich einer Spindel zu sterben. Doch eine der jungen Feen hat ihren Wunsch aufgespart und mildert den Tod zu hundertjährigem Schlaf, aus dem ein Prinz sie erwecken wird. Der König verbannt alle Spindeln. Nach 15 oder 16 Jahren findet das Kind einen Schlossturm, wo eine freundliche Alte spinnt, greift nach der Spindel und sinkt zu Boden. Man legt sie aufs Bett. Damit sie beim Erwachen nicht allein ist, lässt die Fee alle im Schloss auch schlafen und Bäume dicht umher wachsen, dass niemand sie stört. Nach 100 Jahren jagt dort ein Prinz und wundert sich über die Türme im Wald. Die meisten meinen, da hause ein Menschenfresser, nur ein alter Bauer weiß von der schlafenden Schönheit. Die Bäume, Brombeeren und Dornbüsche machen dem Prinzen Platz, er findet alle schlafend, schließlich die Prinzessin. Sie erwacht und spricht lange mit ihm, es gibt ein Festmahl mit Trauung. Die Mutter des Prinzen schöpft Verdacht, doch er hält die Ehe geheim. Nach zwei Jahren stirbt sein Vater, da holt der Prinz (nun neuer König) seine Frau und zwei Kinder namens Mörgenröte und Tageslicht heim. Als er im Krieg ist, will seine Mutter nacheinander die beiden Kinder und seine Frau schlachten lassen, um sie zu essen, doch der Haushofmeister nimmt stattdessen ein Lämmchen, ein Zicklein und eine Hirschkuh. Eines Abends verrät der Bub sich durch lautes Weinen. Die Böse erkennt den Betrug, bereitet die Hinrichtung vor. Der König kommt dazu, sie richtet sich selbst. Perrault moralisiert: Kein Mädchen warte heute so brav auf die Ehe.

## Inhalt bei Grimm

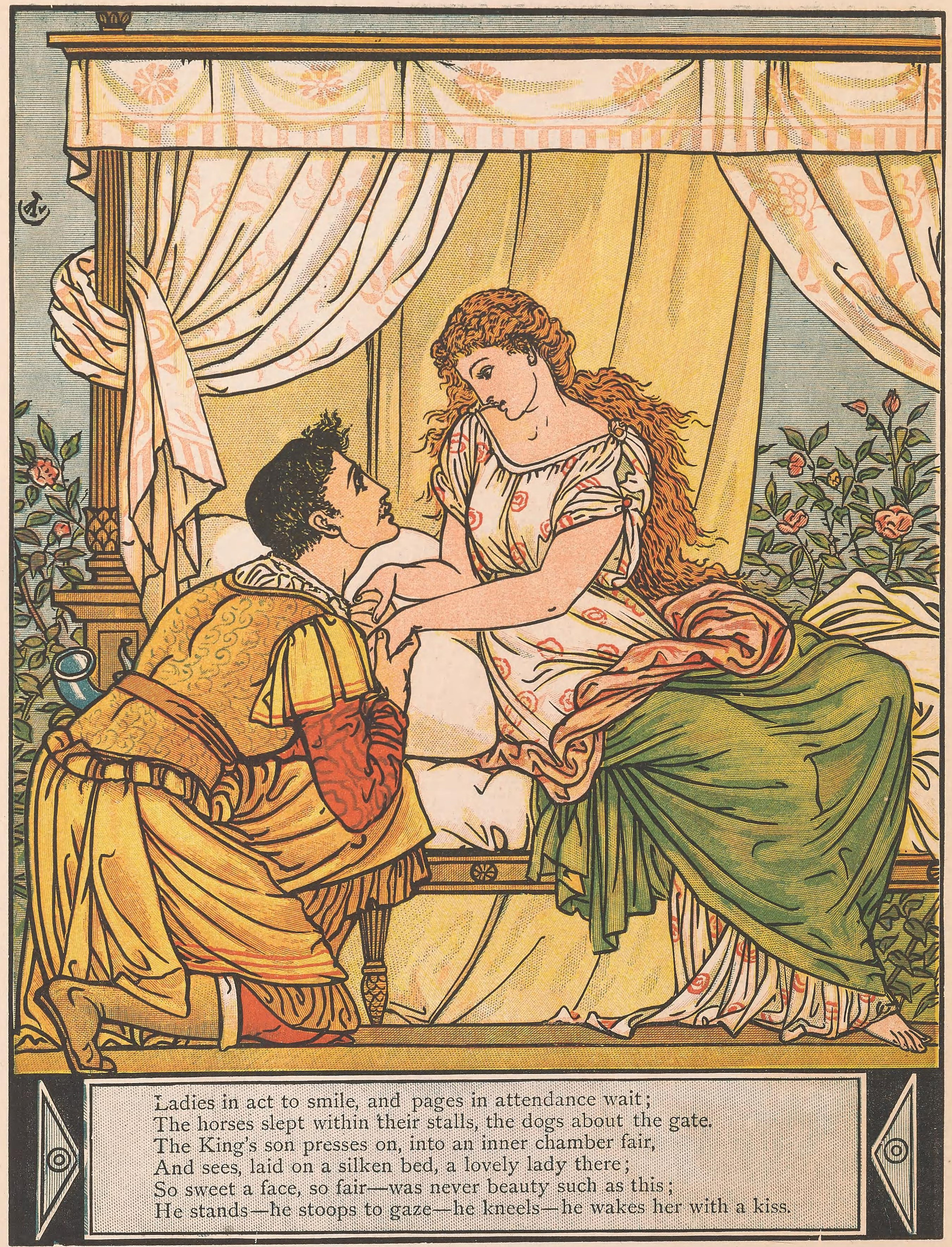
Bild von Walter Crane

Ein Königspaar wünscht sich lange ein Kind. Endlich weissagt ein Frosch (bis 2. Auflage: ein Krebs) der Königin die Geburt. Zum Fest holt man auch zwölf Feen, das Mädchen zu segnen, eine dreizehnte übergeht man, für sie ist kein Goldteller mehr da. Die platzt dann herein und verflucht es zum Tod durch Stich einer Spindel im fünfzehnten Jahr. Doch hat eine Fee ihren Segen noch nicht gesprochen und mildert den Tod zu hundertjährigem Schlaf. Der König lässt alle Spindeln verbrennen. Mit fünfzehn Jahren, die Eltern sind aus, findet das Mädchen in einem Schlossturm eine alte Frau beim Spinnen, greift nach der Spindel, sticht sich und fällt schlafend hin. Alle Menschen und alles im Schloss schläft auch, dichte Dornen wachsen ringsum. Man hört von der Prinzessin als dem Dornröschen, doch Prinzen, die es suchen, sterben jämmerlich in den Dornen. Als hundert Jahre um sind, hört wieder ein Prinz davon, die Dornen sind Blumen und lassen ihn ein. Dornröschen erwacht von seinem Kuss, alles erwacht und feiert die Hochzeit.

## Literarische Bearbeitung

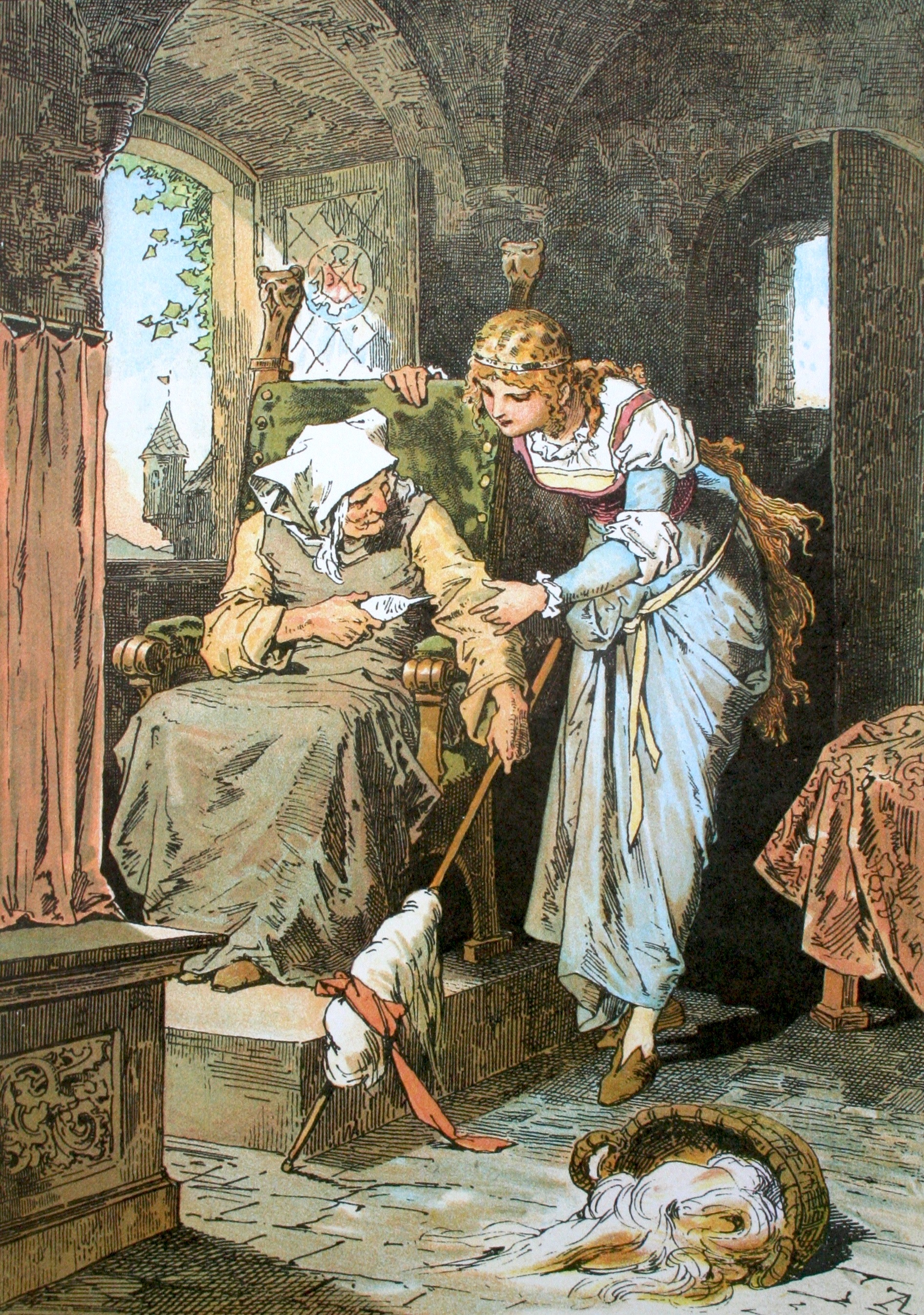
Bild von Alexander Zick

Jacob Grimms handschriftliche Urfassung von 1810 beruht offenbar auf Marie Hassenpflugs Kindheitserinnerung an Perraults Märchen, das sie sehr weitgehend schrumpfen ließ. Bei Perrault verheimlicht der Prinz die Liebschaft vor seiner Mutter, die dann seine Kinder und Frau zu fressen versucht, als er im Krieg ist. Dieser brutale zweite Teil fehlt hier. Schon das Hängenbleiben der Freier ist nur kurz erwähnt. Die Pointe, dass eine Fee ihren Wunsch noch übrig hat, wurde zur Druckfassung 1812 wieder ergänzt, im Übrigen die kurze Handlungsskizze nun in Wilhelm Grimms Sinne ausgestaltet. Hans-Jörg Uther bemerkt die leitmotivhafte Wiederholung von Dornröschens Schönheit.
Die Handlung änderte sich zwischen den verschiedenen Druckauflagen kaum. Die zur 2. Auflage eingefügte Redensart „daß der König vor Freuden sich nicht zu lassen wußte“ stand zuerst in Grimms Der gestiefelte Kater, Der junge Riese, ähnlich in Schnabels Insel Felsenburg. Die Schilderung wird länger, gegenständlicher, mit mehr wörtlichen Reden. Offenbar versehentlich fehlt dabei in der Aufzählung die elfte der „weisen Frauen“, wie die Feen nun wohl zur Absetzung von französischen Feenmärchen heißen. Die Wünsche nennen auch Reichtum. Dass der Koch den Küchenjungen an den Haaren zieht, wird erklärt, dieser habe „etwas versehen“. Im Land geht die „Sage“ von Dornröschen, der alte Mann rät dem Helden ab. Die Blumen werden nun hinter ihm nicht mehr zu Dornen. Die Erwachten sehen sich mit großen Augen an, ihre Aufzählung erhält klaren Rhythmus, wie ein Abzähltext (etwa Das Birnli will nit fallen). Ab der 3. Auflage ist der weissagende Krebs ein Frosch. Der Schlüssel ist verrostet, statt nur gelb. Das Königspaar liegt beim Thron. Die 4. Auflage korrigiert das Fehlen der elften Frau, der Auftritt der Dreizehnten ist ausführlicher. Neu ist auch: „Und der Wind legte sich, und aus den Baum vor dem Schloß regte sich kein Blättchen mehr“, zur 5. Auflage „Da giengen sie zusammen herab … “, zur 6. Auflage „… ehe ein Jahr vergeht, wirst du eine Tochter zur Welt bringen.“ Im Turm steht grade ein Bett. Heinz Rölleke beobachtet, wie der Ausspruch „ich fürchte mich nicht“ zur 6. Auflage im Sinne des Helden Sigurd eingefügt wurde. Die Brüder Grimm waren eben von Anfang an überzeugt, in dem Text die Spur des germanischen Mythos vor sich zu haben, weshalb er auch trotz seiner französischen Herkunft in der Sammlung blieb. So spricht auch Grimms KHM 193 Der Trommler („Was ich will, das kann ich“) oder in KHM 197 Die Kristallkugel („ich scheue keine Gefahr“). Auch ihre Anmerkungen bemühen gern Brünhilds Befreiung (KHM 60, 92, 93). Geschichte Dorn-Röschens hieß zuerst Antoine d’Hamiltons Feenmärchen L‘histoire d‘épine in Bertuchs deutscher Übertragung Blaue Bibliothek aller Nationen, 1790, ist aber ein ganz anderes Märchen. Walter Scherf mutmaßt, ein Dornenröschen könnte dort und in anderen Dornröschen-Fassungen als Teil einer magischen Flucht wie in KHM 51 Fundevogel vorkommen. Nach seinem Eindruck wurde der Text wieder Perrault angenähert, sein höfischer Prunkstil aber verbürgerlicht. So wird aus Heilbädern die häusliche Badewanne. Die 13 passt nicht nur als Unglückszahl, in bürgerlicher Vorstellung hatte eine Aussteuer zwölf Teller. Das Einschlafen und Aufwachen ist für Heinz Rölleke eine besondere Meisterleistung Wilhelm Grimms, die auch von der Verkürzung der Kussszene ablenkt.

## Märchenforschung

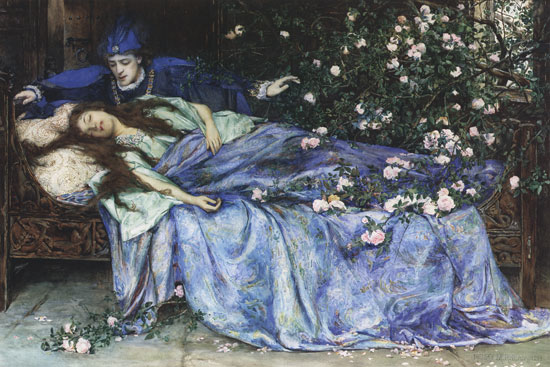
Aquarell von Henry Meynell Rheam, 1899

Die Anmerkung der Brüder Grimm vermerkt „Aus Hessen“ (von Marie Hassenpflug), sie vergleichen die Schlafende mit Brunhild in der Liederedda „Sämundar 2, 186“, Sigurd weckt sie im Flammenwall, Othin stach sie mit dem Schlafdorn, nennen Giambattista Basiles Pentameron V,5 Sonne, Mond und Talia, Perraults La belle au bois dormant und KHM 53 Schneewittchen. Sie nennen zu Basiles und Perraults Schluss ihr im Anmerkungsband wiedergegebenes Fragment Die böse Schwiegermutter. Die Anmerkung der 1. Auflage nannte auch KHM 82a Die drei Schwestern, zur Spindel den Knochen in Basiles III,3 Viso. Vgl. zum Schlaf auch II,8 La schiavottella, KHM 62 Die Bienenkönigin. Das Spinnen – als typisch weibliche Fertigkeit – kommt in vielen Märchen vor, KHM 9, 14, 24, 49, 55, 65, 67, 79, 128, 156, 181, 179, 188, auch verwunschene Schlösser, KHM 92, 97, 121, 137, 163, 197, 130a. Die verborgene Spinnstube mag auch an eine verbotene Kammer wie in KHM 3, 46, 62a und in Grimms Anmerkung zu Rapunzel denken lassen. Grausame Stiefmütter wie bei Perrault kennen wir etwa aus Grimms Die sechs Schwäne, Schneewittchen, De drei Vügelkens, Bechsteins Die Knaben mit den goldnen Sternlein.
Als älteste Belege zu Erzähltyp ATU 410 gelten die Geschichte von Troylus und Zellandine in Perceforest (um 1330, Buch 3, Kap. 46, 48, 55), der zweite Teil des katalanischen Gedichts Blandin de Cornoualba und das ebenfalls katalanische Gedicht Frayre de Joy e Sor de Plaser. Den Todesschlaf und den in früheren Fassungen von ATU 410 eine Rolle spielenden Helfervogel kennen im Mittelalter verschiedene Erzähler, so Marie de France in Eliduc und in Yonec. Auf die Sigrdrífomál der Edda wies Grimms Anmerkung schon hin. Zeus versteckt Thalia vor Hera, sie kriegt Zwillinge. Basiles Sonne, Mond und Talia spielt wohl darauf an und ist die erste Märchenfassung des Typs. Rudolf Schenda sah in Dornröschen „eines der sprechendsten Beispiele für die Überlieferungskette Basile – Perrault – Grimm.“ Vgl. später Motive in Johann Wilhelm Wolfs Das weiße Hemd, das schwere Schwert und der goldene Ring, Deutsche Hausmärchen, Ulrich Jahns Duurn’nroesken, Volksmärchen aus Pommern und Rügen, Nr. 41.

## Interpretation

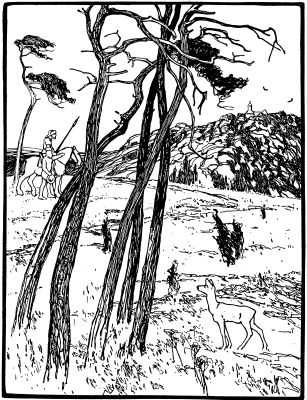
Illustration von Otto Ubbelohde, 1909

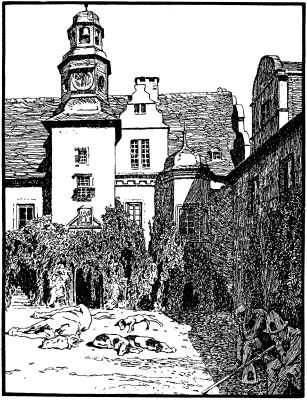
Illustration von Otto Ubbelohde, 1909

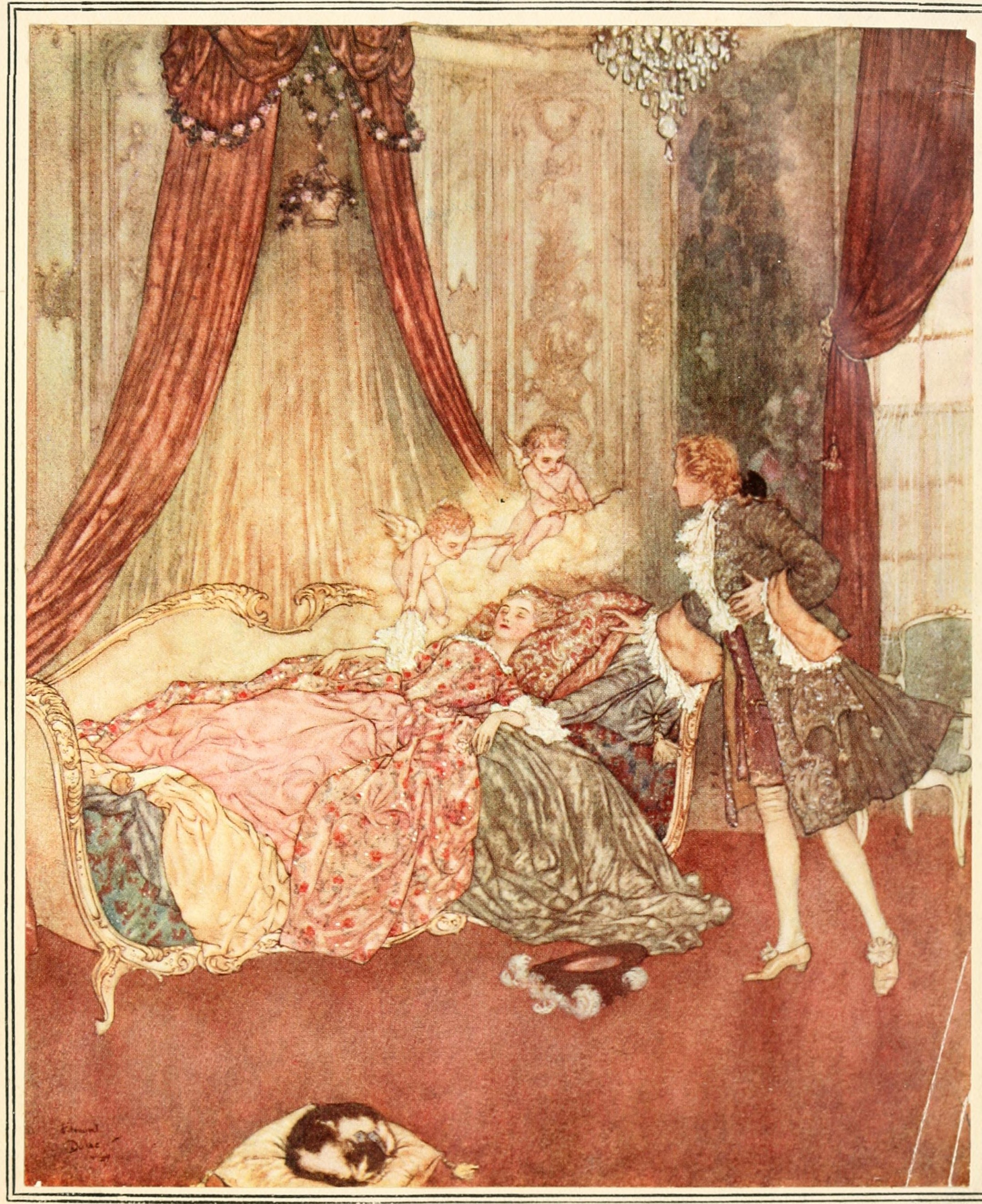
Bild von Edmund Dulac, 1910

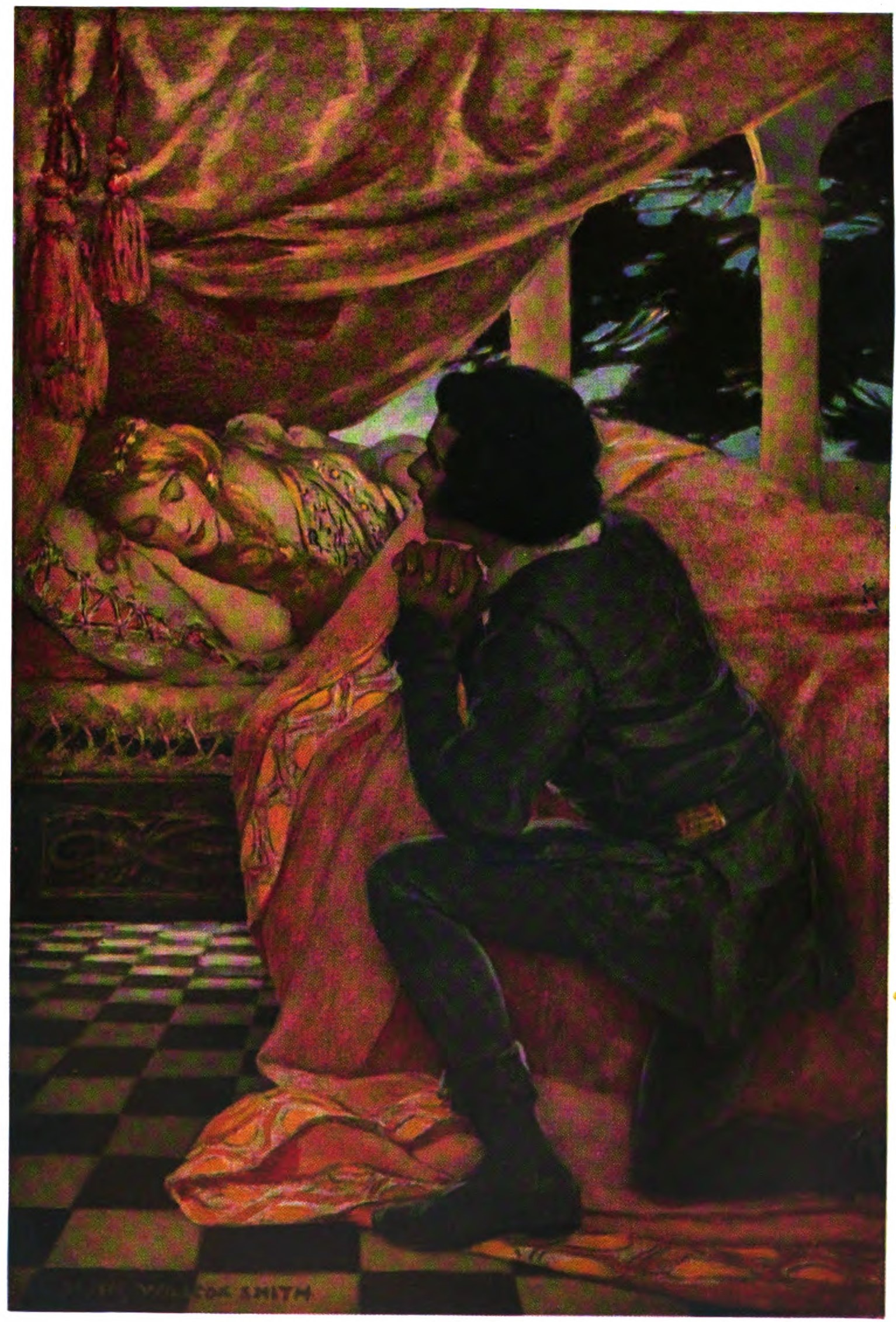
Bild von Jessie Willcox Smith, 1911

Grimms Bezug zur nordischen Mythologie wurde oft aufgegriffen. Etwa Joachim Fernau sah Dornröschen als entschärfte und der sittlichen Moral der Zeit angepasste Fassung der Nibelungensage. Psychoanalytiker deuteten nach Sigmund Freud den langen Schlaf als eskapistische Phantasie der Pubertät oder nach C. G. Jung die 13. Fee als Große Mutter, unterdrückte Sexualität und Weiblichkeit. Nach Max Lüthi ist das Schloss Paradies und Gefängnis, die erst tödliche, dann blühende Hecke drücke die Polarität von Tod und Auferstehung aus – was Hans-Jörg Uther relativiert, Dornröschen sei eher im Wachkoma, die Zeit steht still, anders in Legenden wie KHM 202 Die zwölf Apostel. Heinz Rölleke weist heute nach gründlicher philologischer Vorarbeit darauf hin, wie die junge Marie Hassenpflug offenbar bewusst oder unbewusst wiedergab, womit sie sich identifizieren konnte: Die „15-jährige Prinzessin muss lange in ihrem im doppelten Sinn ohnmächtigen Schlaf taten- und entscheidungslos warten, bis ihr ein Märchenprinz sozusagen in den Schoß fällt.“ Auf Jugendbildnissen verkörpere sie geradezu die zarte Schönheit des schlafenden Mädchens, Ohnmachtsanfälle waren ihr sehr vertraut, und als Tochter eines gesellschaftlich hochstehenden Vaters habe sie eigentlich nichts zu tun gehabt, als auf ihren Bräutigam zu warten. Dorothee Ostmeier vermeint im selbständigen sich Auf- und Zutun der Hecke bei Dornröschen, auch zu Beginn der Vorrede der Brüder Grimm zu ihren Märchen, Jacob Grimms naturgesetzliches Rechtsverständnis zu erkennen, in dessen Aufsatz Von der Poesie im Recht vom Schicksalsspruch mittels Zweigen und Ästen die Rede ist. Ausführliche und wichtige psychologische Deutungen finden sich bei Bruno Bettelheim (Kinder brauchen Märchen, 1975), Marie-Louise von Franz (Das Weibliche im Märchen, 1977) oder Eugen Drewermann (Dornröschen).
Nach Hedwig von Beit ist der Frosch oder Krebs die Große Mutter, die ihr Kind nur ungern in die bewusste Welt entließ, und identisch mit den durch rituelles Opfermahl günstig zu stimmenden Feen, wobei das Bewusstsein das Wesentliche, Schicksalhafte vergaß. Negativem Mutterbild folgt väterlicher Bann weiblicher Bestimmung, das Mädchen „versteigt sich“ daraufhin in unbewusste Phantasien. Annäherung an unbewusste Inhalte bewirkt Absinken des Wachbewusstseins. Dornensträucher, die im Volksglauben Hexen abwehren, sind hier mandalaartiger Schutz in stiller Reifungszeit.
Laut Bruno Bettelheim ist das zentrale Thema aller Fassungen von Dornröschen, dass Eltern das sexuelle Erwachen ihrer Kinder nicht verhindern können – die hinausgeschobene Erfüllung ist nicht weniger schön. Was so passiv scheint, ist nicht wirklich der Tod. Mit 15 Jahren setzte früher durchschnittlich die Fruchtbarkeit des Mädchens ein, 13 sind die Mondmonate des Jahres, der Rhythmus der Menstruation. Eine Wendeltreppe bedeute ein Träumen sexueller Erlebnisse, die kleine Kammer die Vagina, der Schlüssel den Geschlechtsverkehr („Was ist das für ein Ding …“), worauf sie in Schlaf sinkt. In der Bibel sei die Menstruation „der Fluch“, von Frau zu Frau weitergegeben. Der dornbewehrte Todesschlaf sei eine Warnung vor verfrühter Sexualisierung, aber auch narzisstischer Isolation. Erst innere Harmonie sei Harmonie auch mit anderen, schenke Leben, und alle erwachen. Bettelheim interpretiert den Dornröschenschlaf als typisches Adoleszenz-Phänomen bei Mädchen und Jungen:

„Bei größeren Veränderungen im Leben wie bei der Adoleszenz sind für ein erfolgreiches Wachstum sowohl aktive wie geruhsame Perioden nötig. Zu einem Sich-nach-innen-Kehren, das nach außen wie Passivität (oder Verschlafenheit) wirkt, kommt es dann, wenn sich in dem Betreffenden innere Prozesse von solcher Wichtigkeit abspielen, dass er keine Energie mehr für nach außen gerichtete Aktivitäten aufbringt. (…) Der glückliche Ausgang gewährleistet dem Kind, dass es nicht dauernd im scheinbaren Nichtstun verhaftet bleiben wird.“

Eugen Drewermann erkennt in der ersten Version, in der statt einem Frosch ein Krebs im Bad erscheint (Grimms veränderten es, da Krebs ein unbekannteres Märchentier war), eine Triebausrichtung, das Vorwärtsgehen, und indem sie auch rückwärts geht, eine larvierte Regression (gleich dem Krebsgang) bei dem König und der Königin. Der König zeigt dies Verhalten, indem er nur zwölf goldene Teller hat statt derer dreizehn. „Wer andere nur einlädt, um vor ihnen mit seinem Goldbesteck zu glänzen, erweckt nicht Zuneigung, der etabliert ein System von Begünstigung und Missgunst.“ Er sieht in dem Schlaf im Schloss – „die Pferde im Stall, die Hunde im Hof (…) ja, das Feuer, auf dem Herde flackerte“ – das Versiegen der Vitalität und Wärme der Prinzessin, aber auch die Eltern legen sich zur Ruhe (anders als bei Perrault) über die erste sexuelle Erfahrung der Prinzessin. Triebregungen werden „eingeschläfert“ und somit auch die Ängste der Eltern, wenn das Es sich nicht mehr regt, kann sich das Über-Ich hinlegen. Aber eine Neurose kann die Folge sein. Nach Steff Bornstein symbolisiere die Dornenhecke einen Rachewunsch für die Defloration: „Dornröschen ist aufgeteilt in die eine, die in der Turmzelle schläft (…) und in die andere, durch die Dornenhecke symbolisiert, die ihre sadistische Rache auslebt“. Auch sieht Drewermann in der Dornenhecke die Schambehaarung der Frau sowie die Phantasie der vagina dentata. Rein passiv, wie ohne eigenes Zutun, ohne von seiner Wirkung (…) des eigenen Liebreizes (ahnend), zieht die junge Frau, zu welcher Dornröschen geworden ist, Männer an, die es stets zugleich abwehrt. Drewermann vergleicht dies mit dem Märchen Die kleine Seejungfrau: Die Seeleute erfasst „Angst und Grauen, aber sie saß ruhig auf ihrem schwimmenden Eisberg und sah, wie der blanke Blitzstrahl im Zickzack in die schwimmende See einschlug“. Der Dornröschenprinz darf keines der Tiere, wie Pferde, Tauben, Fliegen, vorher wecken, erst muss er Dornröschen finden und es küssen. Wenn er das getan hat, erwacht als erstes der Königsstaat samt Königin und König (das Über-Ich), erst dann das Ich und das Es (Inneres wie Pferde, Tauben, Fliegen, Koch).
Der Psychiater Wolfdietrich Siegmund meint: „Nicht wenn der Mensch es will, sondern wie in Dornröschen, wenn die rechte Zeit gekommen ist, löst sich die Verklemmung, bricht der Bann oder wird die Verzauberung hinweg genommen.“ Friedel Lenz nimmt den Frosch als Bild der Metamorphose von seelischer zu sinnlicher Welt wahr, die Geborgenheit in der Zwölfheit des Tierkreises weicht einem Dreizehnten, Luzifer oder eben nordisch Loki, der das Ich im Turm spinnen, im Oberstübchen denken lässt in dornigem Egoismus. Erlösung und Gnade kommt im christlichen Zeichen der Rose. Laut Wilhelm Salber geht es bei Dornröschen um ein spielerisches Herausfordern geheimnisvoller Mächte. Um der Verlockung willen experimentiert man mit Unerhörtem, das man dann in einem Zwischenzustand halten will. Er vergleicht damit die Lebensgeschichte eines jungen Mädchens, das neugierig auch anrüchigen Anregungen nachgeht. Zwar entwickeln sich blühende Geschichten, doch bleibt sie vor der Verwirklichung stets im Drumherum stehen und erfährt immer ähnliche Verletzungen. Homöopathen verglichen das Märchen mit den Arzneimitteln Silicea, Aranea diadema, Ignatia amara, Lac caninum. Nach Rüdiger Dahlkes „Polaritätsgesetz“ entsteht Böses durch Ausschluss aus dem Bewusstsein, im Patriarchat die 13 als Zahl des weiblichen Mondjahres, bis zur Aussöhnung mit dem weiblichen Pol unter den Dornen des Unbewussten. Bei Psychotherapeut Gerhard Szonn schildert das Märchen die Erlangung weiblicher Identität und Reife. Jobst Finke erwähnt das Märchenmotiv des Todesschlafs als mögliche Metapher für die Einengungen in schwerer Depression.
Marie-Louise von Franz Interpretiert das Märchen als Darstellung der kollektiven Vernachlässigung des weiblichen Seelenprinzips in Kultur vor allem in der christlichen Religion. Sie interpretiert es auch auf der persönlichen Ebene, als die Darstellung von durch den negativen Mutterkomplex hervorgerufene Neurosen in einer Frau.

## Rezeptionen und Parodien

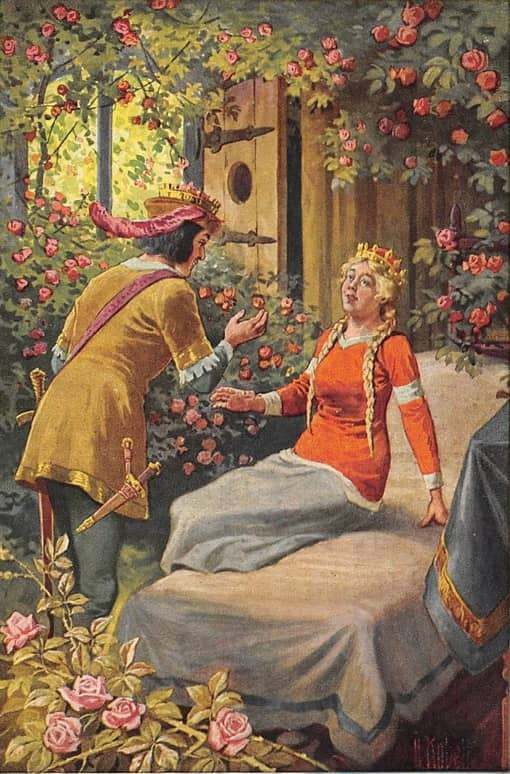
Bild von Otto Kubel (1868 – 1951)

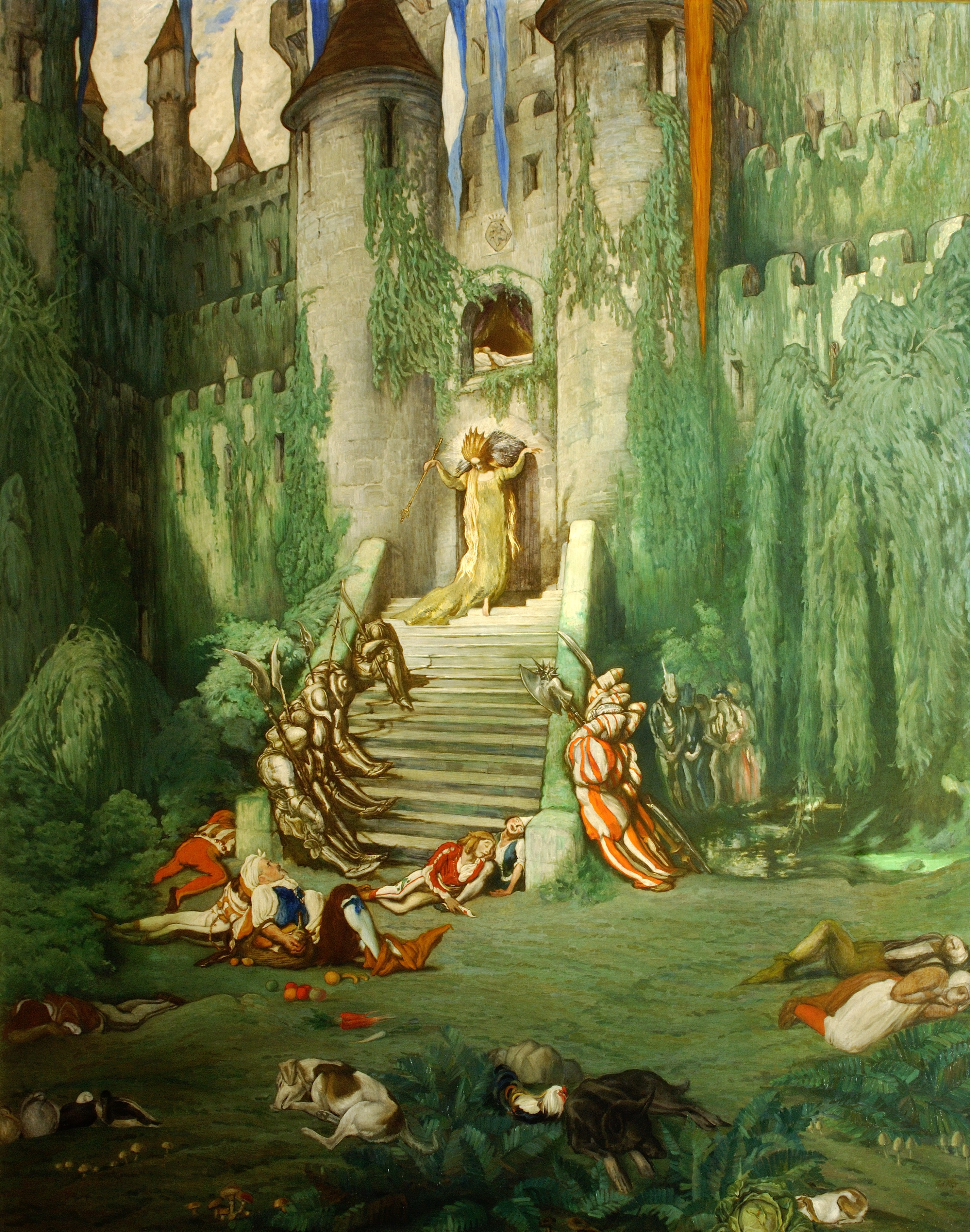
Gemälde von Léon Bakst, 1913

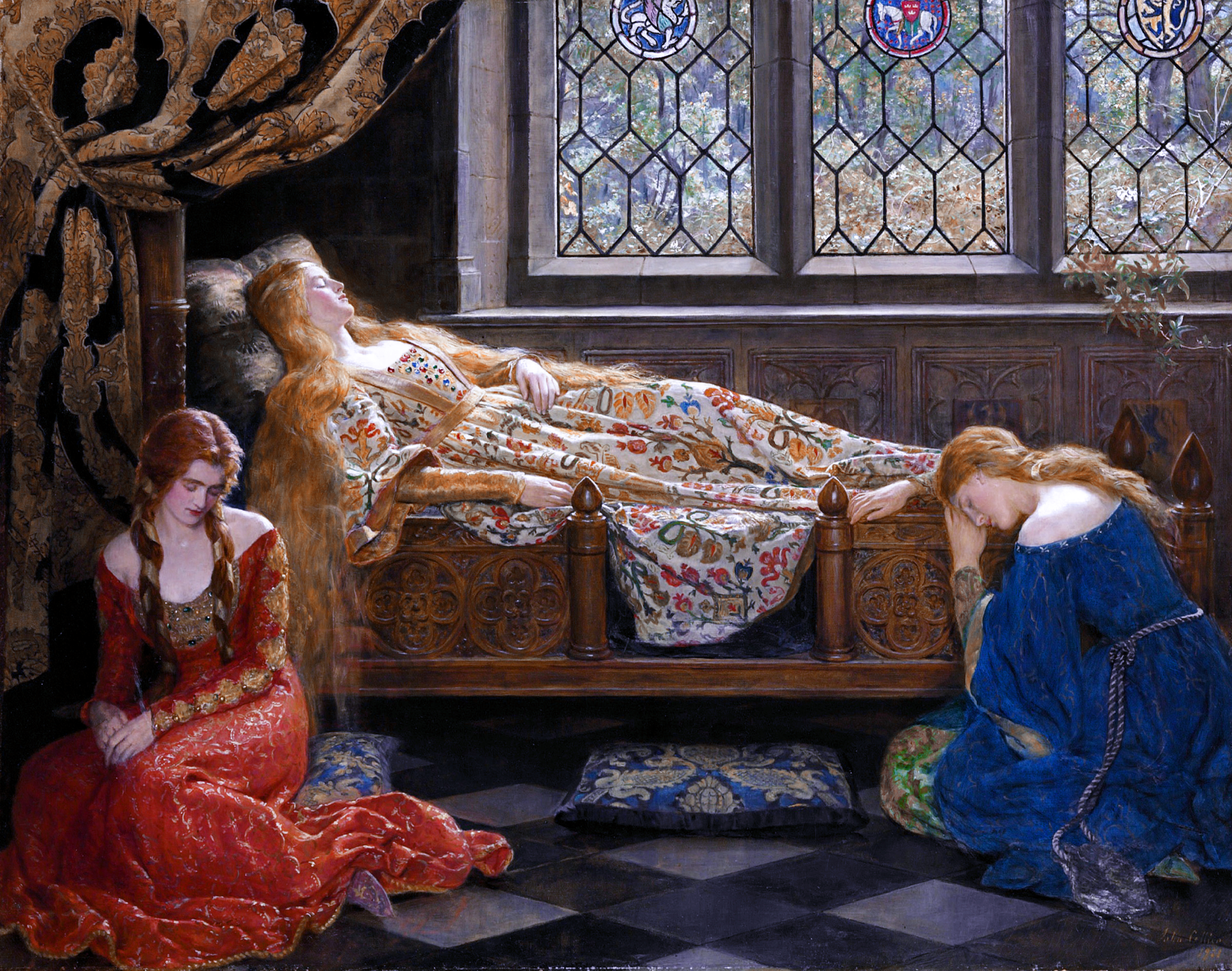
Ölbild von John Collier, 1921

Märchenforscher kamen zum Schluss, dass trotz Grimms Märchen der Erzähltyp ATU 410 nie wirklich Teil mündlicher Volksüberlieferung wurde. Varianten im romanischen Sprachraum ähneln Basiles oder Perraults, drei flämische teils auch Grimms Fassung. Andere fanden sich etwa in Griechenland und im Orient. J. C. Mardrus nahm eine ägyptische in seine Ausgabe von Tausendundeine Nacht auf. Vgl. auch Die Geschichte der messingnen Stadt in einer Fassung von Tausendundeine Nacht. Marie-Catherine d’Aulnoys Märchen La biche au bois (Die weiße Hindin) könnte von Perrault beeinflusst sein. Ludwig Bechstein hält sich mit Das Dornröschen eng an Grimms Fassung, die er auch angibt. Er malt etwas aus, etwa dass mit Abschaffung der Spindeln die Spinnräder eingeführt worden sein sollen.
Viele Parodien drehen die angehaltene Zeit mit modernen Bezügen ins Groteske. Erich Kästner Gedicht Die scheintote Prinzessin von 1932 zielt auf eine rückwärtsgewandte deutsche Öffentlichkeit, die nicht wirklich erwachen will. Michael Eisig zeigt das rudimentär-verflachte Märchenverständnis eines Managers, der sich mal beim Beeren pflücken in den Finger sticht. Erich Ödipus lässt alle segensvoll einschlafen und wieder aufwachen. Erno Scheidegg parodiert die Nachkriegszeit als Ende eines 12-jährigen Dornröschenschlafes. Anne Sexton schrieb das Märchen als Gedicht in Transformations, 1971. Günter Kunert stellt sich vor, wie der Prinz hinter Dornenlabyrinthen statt zeitloser Utopie ein gealtertes Dornröschen trifft. Auch Franz Fühmann sinniert über zu früh und zu spät gekommene Prinzen. Josef Redings Gedicht Mädchen, pfeif auf den Prinzen mahnt zur Emanzipation („...es bringt dich auch kein Königssohn / vom Kochtopf auf den Herrscherthron...“). Bei Irmela Brender stritten Koch und Küchenjunge grade übers Zwiebelschneiden, und versöhnen sich nach dem Aufwachen. Martin Walser sieht ein Märchen von Unterdrückten für Unterdrückte: Wie beim Lotto gewinnt nicht Gemeinschaft, sondern einer in hundert Jahren, und alle laufen in die Dornenhecke. Wolfram Siebecks Prinz schneidet sich den Weg mit der Motorsäge frei, wovon alle aufwachen. Er trägt Armbanduhr und Sonnenbrille, Dornröschen verblasst neben Illustriertenstars, und die Ehe wird bald geschieden. Ruth Schweizers Auferweckung von 1980 resigniert über heimliches Wünschen. Günter Grass kehrt, ähnlich wie Kästner, den Erlösungskuss zum Unheilsbringer („...die freigelassen zum Fürchten wären.“). Imre Töröks Aliens in Dornrösia (1994) verschlafen gern Äonen in Erwartung neuester Moden, bis alle pennen, weil der Märchenprinz keinen Bock hat. Robert Coovers Prinz hat zuletzt keine Lust und hüpft zurück in die Hecke. Emma Donoghues Tale of the Needle erzählt, wie das Kind, ohne sein Zutun verwöhnt, endlich die Alte im Turm findet. Christian Peitz veröffentlichte 2009 eine neue Version des Märchens, im selben Buch findet sich mit Rosdörnchen auch seine Parodie des Stoffes. Karen Duves geduldiger Prinz wartet 100 Jahre, alle versöhnen sich, die Fee verjüngt ihn. Dornröschen kommt in Kaori Yukis Manga Ludwig Revolution vor, ein Manhwa Die Legenden vom Traumhändler erschien 2004 von Lee Jeong-a, ein Manga 2012 von Misaho Kujiradou.
Dornröschen war ein schönes Kind ist ein Roman von Ross Macdonald, 1973. Irmtraud Morgners Roman Leben und Abenteuer der Trobadora Beatriz von 1974 variiert in der Spielfrau Beatriz de Diaz das Schlaf-Motiv. A. N. Roquelaure, besser bekannt als Anne Rice, schrieb eine Trilogie namens Dornröschen (im Original: Sleeping Beauty), in der das Dornröschen-Märchen mit sadomasochistischen Elementen fortgesetzt wird. Der Fluch der achten Fee von David Henry Wilson (1991) beginnt mit der Erweckung der Prinzessin (hier „Saphira“) und behandelt einerseits die Folgen, als der Kronprinz eines mehr oder weniger „realistisch“ beschriebenen Reiches eine angeblich in einem nicht dokumentierten Schloss im Wald gefundene „verwunschene Prinzessin“ heiraten will, andererseits wird der auf ihr ruhende Fluch in einer neuen Variante ausgearbeitet. In Da fielen auf einmal die Sterne vom Himmel behandelt Ludwig Harig 2002 ausführlich Dornröschen, wobei er besonders den Prinzen berücksichtigt, der den Kairos (glücklichen Moment) beim Schopf zu packen weiß. In Krystyna Kuhns Krimi Dornröschengift erfror das Opfer nach K.-o.-Tropfen. In Alethea Kontis’ Enchanted wird die Geschichte so erzählt, dass das Mädchen lieber 100 Jahre schlafen wollte, als zu spinnen, und so das Spinnrad verfluchte. Nina MacKay schrieb Dornröschen und der Mettsommernachts-Traum, 2020.
Short Stories malen sich aus, wie die 100 Jahre der Prinzessin vergehen, der Prinz am Ende nicht bei ihr bleiben kann. Tanith Lees wandernder Prinz findet das Tal und erlöst das Schloss, aber passt nicht dazu und geht. Bei Patricia Wrede kam der Prinz zu früh, starb und kehrt wieder. Ann Downers Short Story spielt auf das Märchen an, das Mädchen wird sozial isoliert und malt betäubte Insekten, ein Kuss löst die Schlafkrankheit. In Nancy Kress’ Summer Wind verbringt die Prinzessin die Zeit damit, die Schlafenden abzustauben, betrinkt sich, näht Kleider, und wird alt. Farida S. T. Shapiro schrieb ein Gedicht This Century of Sleep or, Briar Rose Beneath the Sea. In Joyce Carol Oates’ The Crossing träumt das Unfallopfer im Koma. In Kathe Kojas Waking the Prince liegt der schöne Prinz im Glassarg, nichts hilft. Bei Karen Joy Fowler weckt der Kuss aus wildem Traum. Michael Blumlein gräbt seine Traumfrau im Garten aus und am Ende wieder ein. In Delia Shermans Gedicht will die Fee das Kind von unglücklicher Heirat beschützen. Bei Anne Bishop soll der Prinzessin im Turmzimmer ihr wildes Herz genommen werden. Pat York erzählt, wie man die Prinzen in der Hecke versorgt, bis einer es schafft. Tanith Lees Awake stellt sich vor, wie Dornröschen hundert Jahre nachts mit den Feen reist.
Dornröschen ist eines der bekanntesten Märchen und namensgebend für Zuchtrosen, Gaststätten, Straßen, eine Dornröschenbrücke in Hannover. Die Sababurg heisst auch Dornröschenschloss. Dörrenbach hat einen Dornröschen-Rundwanderweg. ‚Dornröschenschlaf‘ meint allgemein einen längeren Zustand des Verborgenseins. Das Dornröschen-Syndrom geht mit hohem Schlafbedürfnis einher. ‚Sleeping Beauty‘ ist auf Englisch ein spät zur Geltung kommender medizinischer Fachartikel, sowie ein Transposon zur Gentherapie.

## Geschichtliche Herkunft
Das Märchen hat einen Ursprung im 16. Jahrhundert. Im Dreißigjährigen Krieg (1618–1648) wurde die Sababurg 1628 von katholischen Truppen durch Feldmarschall Tilly (1559–1632) besetzt und stark beschädigt. Danach „verfiel die Schlossanlage in jenen wildromantisch verwachsenen Zustand, in dem der Volksmund nach Verbreitung der Kinder und Hausmärchen“ (ab 1812 veröffentlicht) „der Brüder Grimm den Ort sah, an dem sich die Geschichte vom Dornröschen zugetragen haben musste“. Seit dieser Zeit ist die Burg auch international als Dornröschenschloss bekannt. Wie im Märchen beschrieben, soll die Burg von 1571 bis 1591 eine 5 km lange und 3 m hohe Dornenhecke umgeben haben. Sie diente dazu, die eigene Tierhaltung vor Wildtieren zu schützen.

## Musik
Dornröschen war ein schönes Kind ist ein Kinder-Spiellied von Margarethe Löffler aus den 1890er-Jahren. Im Jahre 1995 veröffentlichte die Band dornRöSCHEN ein gleichnamiges Debüt-Album. Michelle sang Dornröschen ist aufgewacht. Die Dresdner Band tauReif veröffentlichte auf ihrem Album Zwei Welten (2001) das Lied Dornröschen. Der Komponist und Autor Roland Zoss vertonte Dornröschen 2005 in Schweizer Mundart in der Märchenserie Liedermärli. Von Brice Pauset ist Das Dornröschen für Streichquartett, zwei Chorgruppen und Orchester (2012). Fauns Lied Thalia bezieht sich auf Perraults Märchen.

## Theater

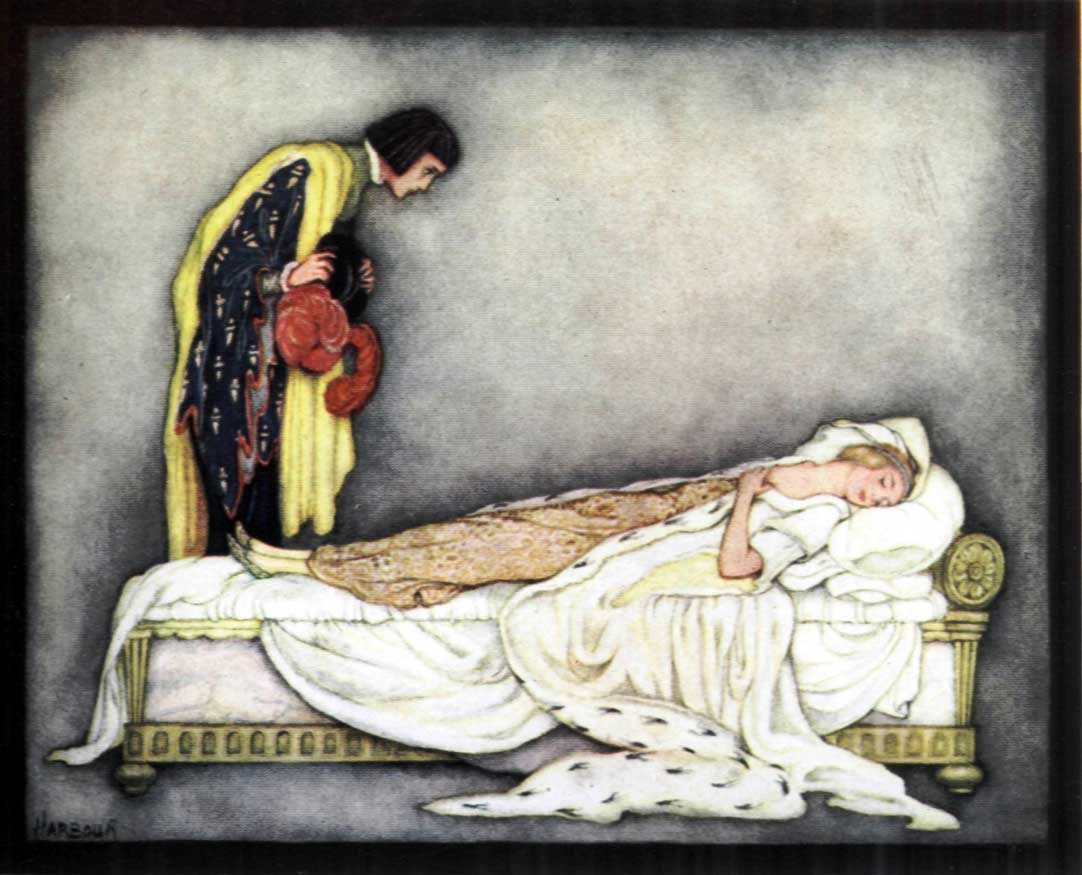
Bild von Jennie Harbour

Der Schauspieler Robert Bürkner schuf 1920 eine Theaterfassung des Märchens, die sich weitgehend an der Originalvorlage orientiert. Robert Walser schrieb ein Märchendramolett Dornröschen (1920), welches 1978 (zum 100. Geburtstag des Dichters) von Gerhard Lampersberg vertont wurde. Gert Richter schrieb ein Märchenspiel, 1981. Thomas Rau verfasste einen komödiantischen Monolog: Was macht eigentlich Dornröschen? Uraufführung: Monsun-Theater Hamburg, 2012. 

## Oper
- Dornröschen von Engelbert Humperdinck, Libretto: Elisabeth B. Ebeling-Filhès
- Dornröschens Brautfahrt, von Viktor Nessler; romantische Zauberoper, Libretto: ?; UA: 1867 in Leipzig
- Dornröschen – La bella addormentata nel bosco von Ottorino Respighi; Musikmärchen in drei Akten von Gian Bistolfi nach Charles Perrault; UA: 1922

## Ballett
- Zu der Geschichte um Prinzessin Aurora in der Version von Charles Perrault komponierte Pjotr Iljitsch Tschaikowski eine Ballettmusik: siehe Dornröschen (Ballett).
- Weitere Bearbeitung des Stoffes für Ballett stammen von Jean-Pierre Aumers nach der Musik von Ferdinand Hérold, die 1829 in Paris uraufgeführt wurde, und von Maurice Ravel in Ma Mère l'Oye, dessen Ballettversion 1910 ebenfalls in Paris seine Premiere feierte.

## Musical
- Der Komponist Frank Steuerwald und der Autor Eberhard Streul schrieben das Musical Dornröschen für die Musikbühne Mannheim e. V. Das Stück wurde 1997 im Rosengarten in Mannheim uraufgeführt.
- Der Komponist Alexander S. Bermange und der Autor Wolfgang Adenberg vertonten den Stoff für die Brüder Grimm Festspiele Hanau. Die Uraufführung fand am 22. Mai 2009 statt. Das Stück war als Dornröschen – Das Musical vom 17. bis 31. August 2019 im Deutschen Theater München zu sehen.[75]

## Bildende Kunst

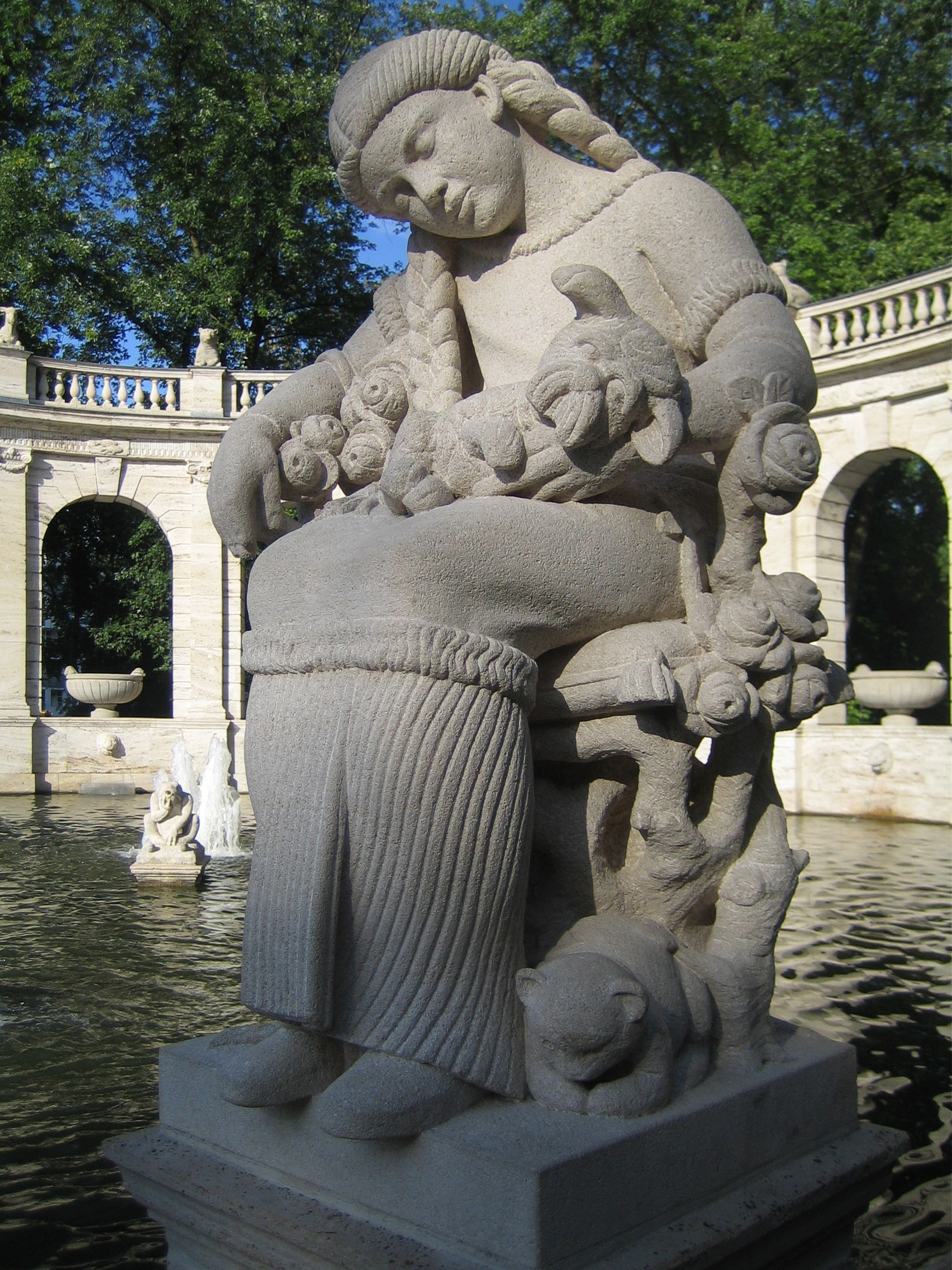
Skulptur von Ignatius Taschner am Märchenbrunnen im Volkspark Friedrichshain

Das Märchen wurde für zahllose Märchenbücher des 19. und 20. Jahrhunderts illustriert. Zur historischen Allegorie wurde es in den Wandbildern des Kaisersaals in Goslar von Hermann Wislicenus (um 1880). Der mehrteilige Dornröschenzyklus steht dort für den langen „Schlaf“ und die Wiedererweckung des deutschen Reichs. Der Märchenbrunnen in Wuppertal zeigt Dornröschen mit dem Prinzen. Auch der Märchenbrunnen im Volkspark Friedrichshain zeigt Dornröschen.

## Film und Fernsehen
Es gibt zahlreiche Verfilmungen von Dornröschen, darunter Märchenfilme, Zeichentrickfilme, teilweise aber auch Parodien:
- 1902: La Belle au Bois-Dormant, Stummfilm – Regie: Lucien Nonguet und Ferdinand Zecca.
- 1908: La Belle au bois dormant, Stummfilm – Regie: Lucien Nonguet und Albert Capellani.
- 1917: Dornröschen, deutscher Stummfilm – Regie: Paul Leni
- 1929: Dornröschen, deutscher Stummfilm (nachsynchronisiert: 1934, Verbot am 16.11.1934)[76] – Regie: Carl Heinz Rudolph[77]
- 1936: Dornröschen, deutscher Spielfilm – Regie: Alf Zengerling
- 1939: The Sleeping Princess, Zeichentrickfilm  – Regie: Burt Gillett
- 1941: Dornröschen (Stop-Motion-Film) – Regie: Ferdinand Diehl
- 1949: Prinzessin Dornröschen (Prinsessa Ruusunen) – Regie: Edvin Laine
- 1955: Dornröschen – Regie: Fritz Genschow
- 1959: Dornröschen (als Prinzessin Aurora im Walt-Disney-Zeichentrickfilm) – Regie: Clyde Geronimi, Les Clark, Eric Larson und Wolfgang Reitherman.[78]
- 1967: Dornröschen, DEFA-Trickfilm – Regie: Katja Georgi
- 1971: Dornröschen, DEFA-Film – Regie: Walter Beck
- 1977: Wie man Dornröschen wachküßt (Jak se budí princezny), tschechoslowakischer Spielfilm – Regie: Václav Vorlíček
- 1980: Dornröschen – Regie: Dieter Bellmann
- 1987: Dornröschen – Regie: David Irving
- 1987: Gurimu Meisaku Gekijō (japanische Zeichentrickserie) – Folge 18: Dornröschen
- 1990: Dornröschen – Regie: Stanislav Párnický
- 1999: SimsalaGrimm (deutsche Zeichentrickserie) – Staffel 2, Folge 9: Dornröschen
- 2007: Die ProSieben Märchenstunde – Dornröschen – Ab durch die Hecke
- 2008: Dornröschen, Deutschland, Märchenfilm aus der ZDF-Reihe Märchenperlen – Regie: Arend Agthe
- 2009: Dornröschen, Deutschland, Märchenfilm aus der 2. Staffel der ARD-Reihe Acht auf einen Streich, Deutschland – Regie: Oliver Dieckmann
- 2010: Die schlafende Schöne, Frankreich – Regie: Catherine Breillat
- 2014: Maleficent – Die dunkle Fee, USA – Regie: Robert Stromberg
- 2014: Der 7bte Zwerg, Deutschland, mit Otto Waalkes – Regie: Boris Aljinovic, Harald Siepermann
- 2024: Dornröschen und der Fluch der siebten Fee, Deutschland – Regie: Ngo The Chau

Siehe auch den Spielfilm Der Tiger und der Schnee (2005), den Krimi Dornröschens Rache (2007), den Fernsehfilm Praxis mit Meerblick – Dornröschen (2023), die Filmkomödie Chantal im Märchenland (2024). Zwei Folgen der Sesamstraße parodieren Dornröschen. Auch in dem Medien-Franchise Ever After High (2013) kommt es vor.
Diverse Schauspielerinnen gaben der Dornröschenrolle im Laufe der Jahre filmische Gestalt: Mabel Kaul (1917); Dorothy Douglas (1929); Ilse Petri (1936); Tuula Usva (1949); Angela von Leitner (1955); Juliane Korén (1971); Marie Horáková (1977); Marie Gruber (1980); Tahnee Welch (1987); Dana Dinková (1990); Josefine Preuß (2007); Anna Hausburg (2008); Lotte Flack (2009); Carla Besnaïnou/Julia Artamonov (2010) und Elle Fanning (2014).

### Primärliteratur
- Doris Distelmaier-Haas (Hrsg.): Charles Perrault. Sämtliche Märchen. Reclam, Ditzingen 2012, ISBN 978-3-15-008355-0, S. 136 (Übersetzung von Doris Distelmaier-Haas nach Charles Perrault: Contes de ma mère l’Oye. Texte établi, annoté et précédé d’un avant-propos par André Cœuroy. Éditions de Cluny, Paris 1948).
- Brüder Grimm: Kinder- und Hausmärchen. Vollständige Ausgabe. Mit 184 Illustrationen zeitgenössischer Künstler und einem Nachwort von Heinz Rölleke. 19. Auflage. Artemis & Winkler, Düsseldorf und Patmos, Zürich 1999, ISBN 3-538-06943-3, S. 281–284.
- Hans-Jörg Uther (Hrsg.): Ludwig Bechstein. Märchenbuch. Nach der Ausgabe von 1857, textkritisch revidiert und durch Register erschlossen. Diederichs, München 1997, ISBN 3-424-01372-2, S. 246–250, 389.